# Schloss Neudenstein

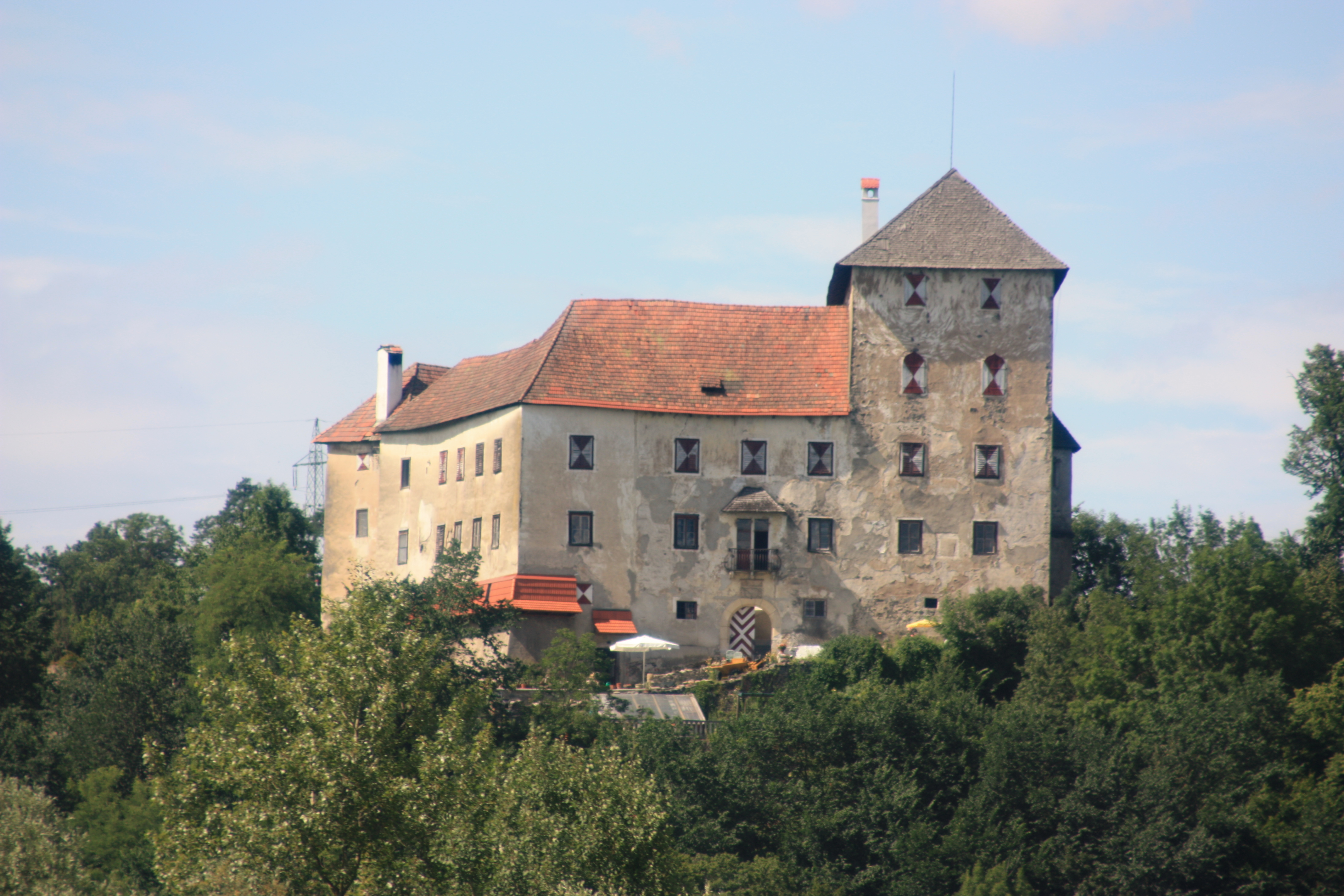
Schloss Neudenstein (2009)

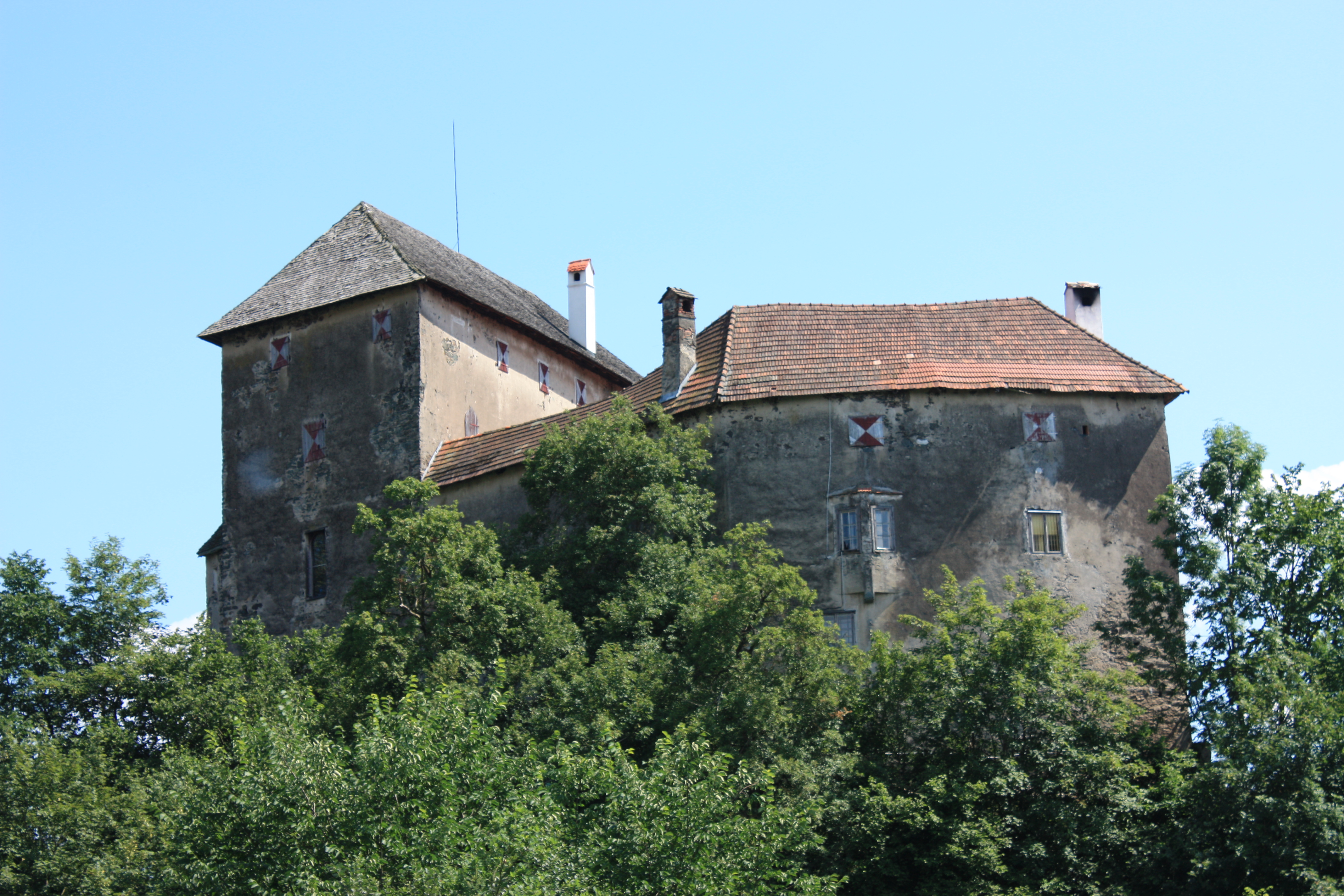
Schloss Neudenstein (2008)

Das Schloss Neudenstein (slowenisch: Črni Grad) steht auf einem Felskegel über dem Nordufer des Völkermarkter Stausees in der Gemeinde Völkermarkt. Ob seines dunklen Gemäuers wird die Anlage auch als „Schwarzes Schloss“ bezeichnet. Darauf bezieht sich auch der slowenische Name des Schlosses.

## Geschichte
Das Schloss wurde 1329 unter Konrad von Auffenstein erbaut. Aus dieser Zeit sind noch die Mauern des Süd- und Osttraktes erhalten. Wegen eines Aufstandes, an dem auch die Auffensteiner beteiligt waren, fiel das Schloss 1368 an die Kärntner Herzöge, die die Burg nacheinander an Getreue ausgaben, darunter die Himmelberger, die Herren von Graben, die Plumegger, die Windisch-Graetz, die Kemetter und die Mandorff.  Im 16. Jahrhundert erfolgten wahrscheinlich unter Ursula Plumegger Um- und Zubauten. In der zweiten Hälfte des 17. Jahrhunderts erfuhr das Schloss unter der Familie Kemeter eine weitere Umgestaltung. Anfang des 20. Jahrhunderts lebte hier der Kärntner Landschaftsmaler Gilbert von Canal, einige seiner Werke befinden sich noch heute im Schloss. 1970 erwarb die Familie Comelli-Stuckenfeld die Anlage.

## Baubeschreibung
Das heutige Schloss erhebt sich über unregelmäßigem, vielfältigem Grundriss. Der Innenhof wird von Trakten mit unterschiedlicher Höhe umschlossen. Das rundbogige Südportal trägt das Wappen des Freiherrn Johann Karl Kemeter und seiner Frau Freiin von Pranckh mit einem Inschriftenstein von 1675. Über dem hofseitigen Torbogen sind die Jahreszahlen 1329 und 1673 zu sehen. An drei Seiten des Hofes befinden sich im ersten und zweiten Obergeschoß Säulenarkaden aus dem 16. Jahrhundert.

## Innenausstattung
Im ersten Stock des Südtraktes ist die Decke des Mittelraums mit Stuckfeldern des späten 17. Jahrhunderts ausgestattet. Darauf sind Puttenköpfe mit Festons dargestellt. Die Wand ist mit römischen Kaiserbüsten aus dem späten 17. Jahrhundert, die wahrscheinlich die drei Mannesalter versinnbildlichen, und mit gemalten Blumen, Girlanden und Medaillons dekoriert. Im selben Raum hängen zwei von Antonio Biepo 1682 oder 1687 gemalte Leinwandbilder mit der Wiedergabe des Sturzes von Ikarus und des Sturzes von Phaeton vom Sonnenwagen. 
Das östliche Jagdzimmer besitzt eine Kassettendecke und einen Biedermeierofen, ein weiterer Biedermeierofen mit Akanthusschmuck befindet sich im westlichen Zimmer.
Im Mittelraum des zweiten Stocks sind in Stuckfeldern Putten mit den vier Jahreszeiten dargestellt. Die Leinwandbilder von Antonio Biepo zeigen Orpheus in der Unterwelt, Putten mit den vier Elementen und Aeneas mit Anchises auf der Flucht aus dem brennenden Troja.

## Schlosskapelle
Die Schlosskapelle mit vorkragender Apsis ist im zweiten Geschoß des Osttraktes untergebracht. Der flach gedeckte Raum ist an der Ostwand spitzbogig zur polygonalen, gratgewölbten Apsis durchbrochen. In der Bogenlaibung haben sich Reste gotischer Wandmalerei erhalten. Links sind die Evangelistensymbole und zwei Heilige dargestellt. Rechts sind ein Verkündigungsfragment aus dem 14. Jahrhundert, darüber der Apostel Andreas aus der zweiten Hälfte des 15. Jahrhunderts zu sehen. Auf der linken Apsiswand sind die Deësis, die Beweinung Christi und eine Stifterfamilie aus der zweiten Hälfte des 15. Jahrhunderts wiedergegeben. Das szenische Glasgemälde wurde im 20. Jahrhundert in Tirol gefertigt.
Der Säulenretabelaltar mit Seitenteilen über Sockel und gesprengtem Segmentgiebel mit einfachem Dreipassrahmen als Aufsatz stammt aus dem dritten Viertel des 17. Jahrhunderts. Am Altarblatt sind die Heiligen Katharina, Ursula und Barbara dargestellt, am Aufsatzbild die Heilige Familie. Den Altarabschluss bildet eine Heilig-Geist-Taube. Am um 1700 entstandenen bemalten Antependium ist die heilige Ursula wiedergegeben. Die Kirchenbänke wurden aus Teilen eines Schrankes von 1695 zusammengesetzt.